# ۶۴۳ (پیش از میلاد)
۶۴۳ (پیش از میلاد) ۶۴۳مین سال قبل از تقویم میلادی است.